# 564 Dywizja Grenadierów Ludowych
564 Dywizja Grenadierów Ludowych (niem. 564. Volks-Grenadier-Division) – jedna z niemieckich dywizji grenadierów ludowych. 
Utworzona w sierpniu 1944 roku na poligonie Döllersheim, jako dywizja 32 fali mobilizacyjnej, z przekształcenia 564 Dywizji Grenadierów i Dywizji Döllersheim. W następnym miesiącu przekształcona w 183 Dywizję Grenadierów Ludowych. 
Składała się z 3 pułków grenadierów (1150., 1151., 1152.), pułku artylerii (1564.) i jednostek dywizyjnych.